# Petrowkī
Petrowkī (persiska: پتروكی) är en ort i Iran.   Den ligger i provinsen Hormozgan, i den sydöstra delen av landet, 1 300 km sydost om huvudstaden Teheran. Petrowkī ligger 35 meter över havet och antalet invånare är 198.
Terrängen runt Petrowkī är platt. Runt Petrowkī är det mycket glesbefolkat, med 7 invånare per kvadratkilometer. Närmaste större samhälle är Līrdaf, 5,5 km söder om Petrowkī. Trakten runt Petrowkī är ofruktbar med lite eller ingen växtlighet.